# Paul Voigt
Paul Gustavus Adolphus Helmuth Voigt, född 9 december 1901 i London i England, död 9 februari 1981 i Brighton i Ontario, Kanada, var en brittisk audiopionjär, som har gjort sig känd för sina konstruktioner inom både ljudinspelningsteknik, inklusive en förbättrad nål för skivspelare och kondensatormikrofon, som elektrodynamiska högtalare. Han blev också känd för sin design av ett akustiskt  horn, som enligt hans beskrivning, måste ha formen av en traktris.
Voigt var medveten om vikten av patent för att skydda sina uppfinningar och idéer och beviljades personligen 32 patent.

## Levnad
Som son till tyska föräldrar, som i slutet av 1800-talet hade emigrerat till Storbritannien, studerade han vid Dulwich College och vid University College där han 21 år gammal tog examen som Bachelor of Science. Sitt första jobb fick han 1922 av J. E. Hough Ltd på Edison-Bell-avdelningen i London. Med detta företag hade Voigt den ovanliga överenskommelse att alla hans uppfinningar skulle skyddas av patent i hans namn. I samband med den ekonomiska krisen 1933 slutade Edison-Bell sin handelsaktivitet och Voigt beslutade att starta ett eget företag med namnet Voigt Patent i  Sydenham. Det är under denna period som han utvecklade sitt hörnhorn för hemmabruk, en imponerande design där ljudet från en mer än en meter hög högtalare strålade in i vardagsrummet.
År 1934 träffade han O.P. Lowther från Lowther Manufacturing Company Ltd, ett företag som specialiserat sig på att bygga förstärkare, tuners och högtalare. Ur detta möte uppstod en allians mellan de två företagen, Lowther-Voigt Radio.
Under andra världskriget gick försäljningen av högkvalitativa högtalare kraftigt ner och Voigt höll sig under denna period huvudsakligen till att installera sina hornhögtalare i biografer. Några forskningsprogram för den brittiska regeringen, där han säkert skulle kunnat göra en viktig insats, anförtroddes honom inte på grund av hans tyska anor. Efter kriget uppstod det i Storbritannien en brist på alla typer av material som behövdes för att bygga högtalare.
Delvis på grund av dessa omständigheter såg Voigt sig tvingad att emigrera och bestämde sig för att sälja sin andel i Lowther och starta ett företag i Kanada. Dock misslyckades detta företag och Voigt fick ta ett tillfälligt läraruppdrag vid den "Canadian Federal Government in Radio Regulations'".
Som uppskattning för sitt arbete, fick han flera utmärkelser och valdes 1974 till hedersmedlem i Audio Engineering Society.

## Några av Voigts patent
- Tractrix Hoorn- Paul Voigt, Appl. Date 5 juli 1926(engelska)
- Akoestische reflector(engelska)
- Verbetering ophanging van de spreekspoel van een elektrodynamische luidspreker(engelska)